# The Remix
The Remix je remix album američke pjevačice Lady Gage. Objavljen je 10. ožujka 2010. godine u izdanju diskografske kuće Interscope Records.

## Popis pjesama
| 1.    | »Just Dance« (Richard Vission Remix) (featuring Colby O'Donis)                 | 6:15 |
| 2.    | »Poker Face« (LLG vs. GLG Radio Mix Remix)                                     | 4:03 |
| 3.    | »LoveGame« (Chew Fu Ghettohouse Fix) (featuring Marilyn Manson)                | 5:21 |
| 4.    | »Eh, Eh (Nothing Else I Can Say)« (Frankmusik Remix)                           | 3:49 |
| 5.    | »Paparazzi« (Stuart Price Remix)                                               | 3:21 |
| 6.    | »Boys Boys Boys« (Manhattan Clique Remix)                                      | 2:50 |
| 7.    | »The Fame« (Glam as You Remix)                                                 | 3:57 |
| 8.    | »Bad Romance« (Starsmith Remix)                                                | 4:57 |
| 9.    | »Telephone« (Passion Pit Remix) (featuring Beyoncé Knowles)                    | 5:14 |
| 10.   | »Alejandro« (The Sound of Arrows Remix)                                        | 3:59 |
| 11.   | »Dance in the Dark« (Monarchy 'Stylites' Remix)                                | 6:10 |
| 12.   | »Just Dance« (Deewaan Remix) (featuring Ashking, Wedis, Lush, and Young Thoro) | 4:16 |
| 13.   | »LoveGame« (Robots to Mars Remix)                                              | 3:12 |
| 14.   | »Eh, Eh (Nothing Else I Can Say)« (Pet Shop Boys Remix)                        | 2:49 |
| 15.   | »Poker Face« (Live at The Cherrytree House Piano & Voice Version)              | 3:39 |
| 16.   | »Bad Romance« (Grum Remix)                                                     | 4:53 |
| 17.   | »Telephone« (Passion Pit Remix) (featuring Beyoncé Knowles)                    | 4:48 |
| 77:15 |                                                                                |      |